# Fort Boyard : Défi ultime
 (février 2025).
- Si vous ne connaissez pas le sujet, laissez ce bandeau (vous pouvez alors contacter les auteurs).
- Si vous supprimez le contenu mis en cause (vous pouvez préalablement contacter les auteurs),

argumentez précisément cette suppression dans la page de discussion
(un manque de référence n'est pas un argument ; une recherche réelle de référence doit avoir été effectuée, être formellement documentée).
 (janvier 2025).
Fort Boyard : Défi ultime (anglais: Fort Boyard: Ultimate Challenge) est un jeu télévisé pour enfants anglo-américain, basé sur l'émission française Fort Boyard, diffusée sur CITV et Disney XD. L'émission est un jeu de défi où six équipes composées d'adolescents s'affrontent dans une compétition de style tournoi pour devenir « Les conquérants ultimes du fort » lors de la finale de la série. Il s'agit d'une version relancée et mise à jour du format original, diffusé au Royaume-Uni de 1998 à 2003.

## Histoire
Bien qu'il s'agisse d'une commande de CITV au Royaume-Uni, les deux premières séries ont été produites en coproduction anglo-américaine avec Disney XD, qui détenait les droits de diffusion mondiaux de la série en dehors de la France et des territoires nordiques, et ont été co-présentées par l'acteur américain Geno Segers et la présentatrice de télévision anglaise Laura Hamilton. Il a été produit par les sociétés Zodiak Media The Foundation et Adventure Line Productions et filmé à l'été 2011.
La série a initialement commencé sa diffusion aux États-Unis le 17 octobre 2011  et s'est terminée le 27 janvier 2012. Au Royaume-Uni, la première a eu lieu le jour du Nouvel An 2012.
Après que la série ait été renouvelée pour une troisième saison en juin 2012, elle est devenue uniquement une production britannique, Segers étant remplacé par l'ancien présentateur de Blue Peter Andy Akinwolere comme co-présentateur aux côtés de Hamilton. La troisième série a débuté le 8 décembre 2012 et a été diffusée simultanément sur le réseau ITV. Une quatrième série a été commandée et a commencé à être diffusée le 20 octobre 2013 et la cinquième série a commencé à être diffusée le 15 octobre 2014. La série s'est terminée le 17 décembre 2014 après cinq saisons.

## Format
Six équipes s'affrontent dans un tournoi. Dans chaque épisode, deux équipes s'affrontent dans une bataille pour voir qui est l'équipe la plus forte et la plus dure. Les défis sont basés sur la ténacité, la peur et la vitesse. À chaque saison, les équipes jouent trois fois chacune ; les deux équipes qui ont le plus de pièces d'or reviennent pour le tour final du tournoi lors de la finale de la série.
À chaque niveau, les équipes se battent pour obtenir une clé qui les aide dans le niveau final du jeu dans la chambre au trésor. 

### Défis
Fort Boyard : Défi ultime utilise exactement les mêmes jeux que dans la série originale, mais avec des noms différents, sans verrouillage et peut également être légèrement adapté pour s'adapter à la série. Par exemple, dans Boiler Room, le candidat n'est pas menotté au tuyau ; il doit plutôt déplacer une chaîne avec la clé à travers le labyrinthe et jusqu'à la sortie dans le temps imparti, et dans The Searching Head, où les deux candidats sont assis sur un siège et il n'y a pas de tapis roulant ; à la place, il y a un verre en plastique sur les côtés.
Chaque défi en équipe solo se déroule contre le chronomètre (appelé clepsdyre) généralement réglé à 1:30, 2:00 ou 2:30 minutes. Certains jeux nécessitent un code pour ouvrir la boîte contenant la clé.

#### Duels du Conseil
Avant que les équipes ne se rendent à la Chambre au Trésor, le dernier défi de chaque épisode est un duel non chronométré dans le « couloir » du Conseil (une zone ouverte au deuxième étage près de l'endroit où se trouve la « Chambre froide ») entre les deux équipes.
Les tests impliquent généralement un certain niveau de compétence et de rapidité ; comme construire une tour avec des blocs de forme, utiliser des baguettes pour écrire le mot « Boyard » sur un poteau ou enfoncer des clous dans un morceau de bois. L'ensemble des équipes participent au duel et les vainqueurs reçoivent la clé finale de la journée.

### La chambre aux trésors
La Chambre au Trésor est le point culminant de chaque épisode de Fort Boyard : Défi ultime. L'or est stocké ici, gardé par les tigres du fort (uniquement dans les séries 4 et 5).

#### Séries 1 et 2
Avant d'entrer dans la salle au trésor, chaque équipe reçoit un parchemin avec un plan de l'échiquier (un échiquier alphabétique géant), qui est composé de lettres géorgiennes et sur lequel est également écrit le mot « Fort Boyard ». Sur cet échiquier, ils doivent placer quatre plaques circulaires de couleur, comme indiqué sur le plan. Ces plaques sont dissimulées dans les éléments décoratifs de la chambre (un coffre au trésor, un tonneau ou sous des cordes). Il leur faut donc trouver où ils sont cachés. Des boîtes sont suspendues dans la fontaine et la clé des pièces se trouve au sommet d'une tige verticale au-dessus et de chaque côté de la fontaine.
Une fois qu'une équipe a trouvé et placé ses quatre assiettes au bon endroit, le capitaine remet sa main sur une tête de tigre située à proximité de l'entrée. Si c'est correct, la clé est libérée pour ouvrir leur coffre contenant les pièces. Une fois le coffre ouvert, les pièces tombent dans la fontaine en dessous. Les membres de l’équipe doivent collecter autant de pièces que possible et les placer dans une boîte en plexiglas près de l’entrée.

#### Séries 3 à 5
Plusieurs modifications ont été apportées à la Chambre au trésor dans cette série, notamment une nouvelle structure temporelle et une nouvelle disposition. Par exemple, les blasons ne sont pas cachés et le plan d'étage est placé sur un tableau à l'extérieur et les équipes doivent le mémoriser.

## Tournage

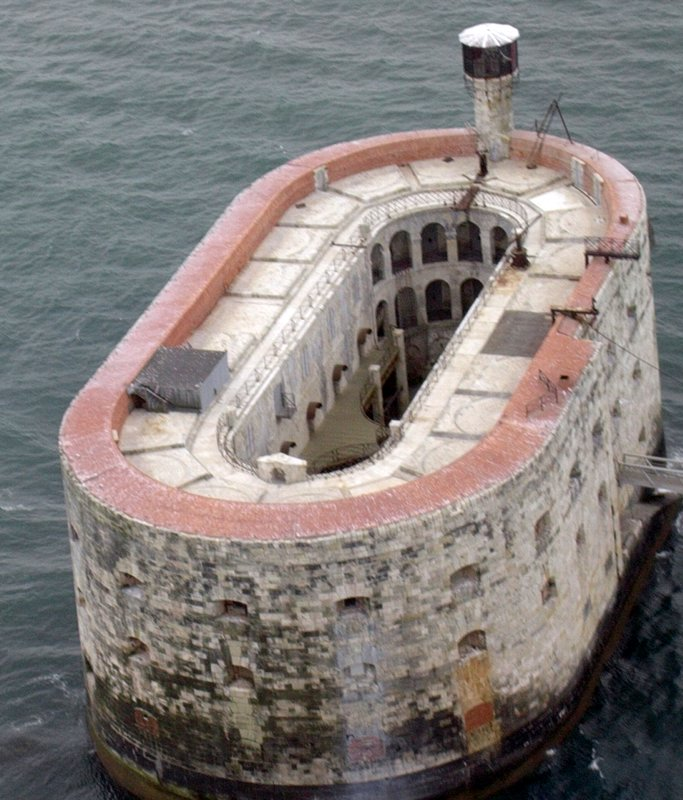
Fort Boyard vu du ciel

Fort Boyard : Défi ultime se déroule et est filmé dans la forteresse de Fort Boyard, sur la côte ouest de la France.
Du point de vue de la diffusion, le Fort Boyard lui-même a été rénové entre 1988 et 1989 pour devenir, essentiellement, un grand studio de télévision en plein air. Le Fort dispose de son propre médecin, d'installations de restauration, ainsi que d'une galerie de production et d'un centre vétérinaire. Le Fort est équipé de 10 caméras de télévision portables, d'une grue de caméra pour les prises de vue aériennes, d'une caméra sous-marine ainsi que d'un certain nombre de caméras plus petites qui couvrent spécifiquement les jeux et défis individuels autour du Fort.
Le tournage a eu lieu entre le 9 et le 15 juillet 2011 et comprenait deux saisons de 10 épisodes chacune. Une troisième saison a été tournée du 7 au 14 juillet 2012, avec 10 épisodes supplémentaires réalisés. Le quatrième a été tourné du 18 au 25 juin 2013 et le cinquième du 22 au 27 juin 2014.